# Pays de Clerval
Pays de Clerval ist eine ehemalige französische Gemeinde mit 1.104 Einwohnern (Stand 2014) im Département Doubs in der Region Bourgogne-Franche-Comté. Sie gehörte zum Kanton Bavans im Arrondissement Montbéliard.
Die Gemeinde entstand als Commune nouvelle mit Wirkung vom 1. Januar 2017, indem die bisherigen Gemeinden Clerval  und Santoche durch ein Dekret vom 9. August 2016 zusammengelegt wurden. Den ehemaligen Gemeinden wurde in der neuen Gemeinde der Status einer Commune déléguée nicht zuerkannt. Die Gemeindeverwaltung befand sich in Clerval.
Mit Wirkung vom 1. Januar 2019 wurde die ehemalige Commune nouvelle mit der Gemeinde Chaux-lès-Clerval zur neuen, fast namensgleichen Commune nouvelle Pays-de-Clerval (Schreibweise mit Bindestrichen) zusammengeschlossen. Nur Chaux-lès-Clerval hat in der neuen Gemeinde den Status einer Commune déléguée. Der Verwaltungssitz befindet sich im Ort Clerval.

## Geographie

### Lage
Pays de Cerval lag an einer Flussbiegung des Doubs, etwa 35 Kilometer südwestlich der Unterpräfektur Montbéliard und gut 50 Kilometer nordöstlich von Besançon, dem Sitz der Präfektur des Départements Doubs. Der alte Ortskern lag am linken Ufer, neuere Baugebiete und der Ortsteil Santoche am rechten Ufer.

### Nachbargemeinden
Pays de Clerval grenzte im Nordwesten an Fontaine-lès-Clerval, im Nordosten an Pompierre-sur-Doubs, im Osten an Saint-Georges-Armont, im Südosten an Anteuil, im Süden an Chaux-lès-Clerval und Branne, im Südwesten an Hyèvre-Paroisse und im Westen an L’Hôpital-Saint-Lieffroy.

## Nachweise
1. ↑  Erlass der Präfektur No. 25-2016-08-09-003 über die Bildung der Commune nouvelle Pays de Clerval vom 9. August 2016.
2. ↑  Erlass der Präfektur No. 25-2018-12-17-002 über die Bildung der Commune nouvelle Pays-de-Clerval vom 17. Dezember 2018.